# St Mary-at-Hill

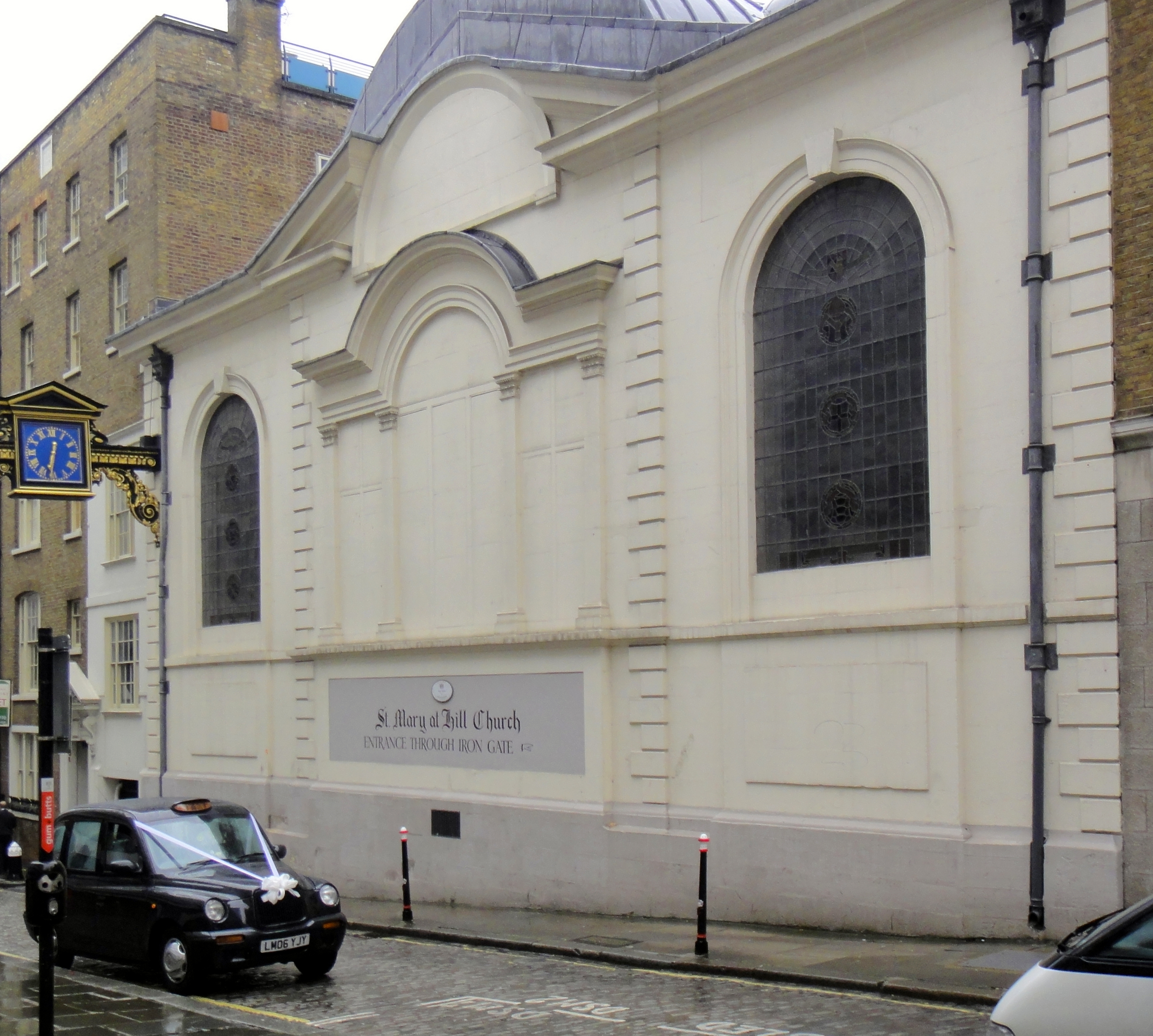
St Mary-at-Hill. Ostfassade an der Straße St Mary-at-Hill

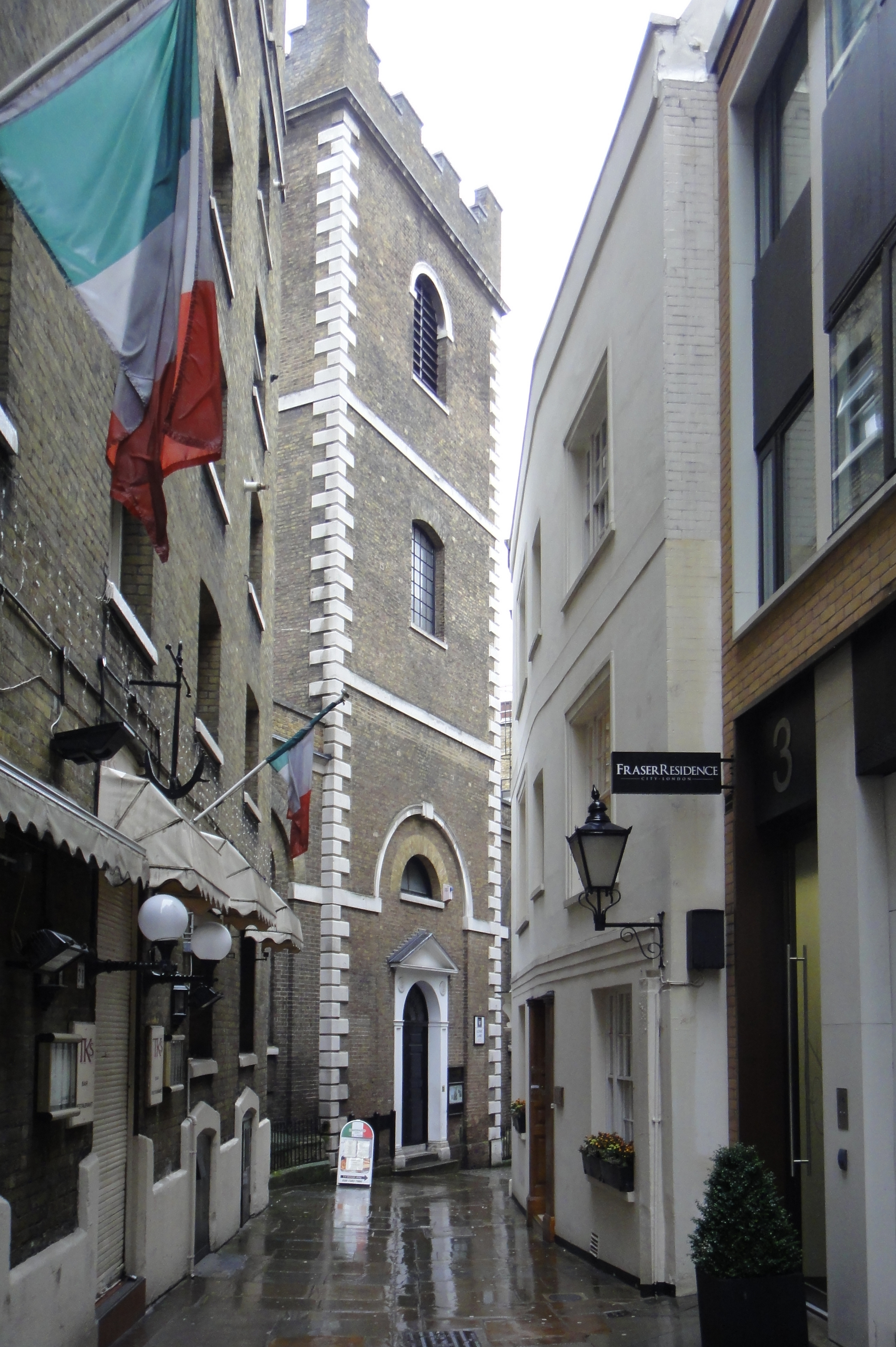
St Mary-at-Hill. Westfassade mit Turm an der Lovat Lane

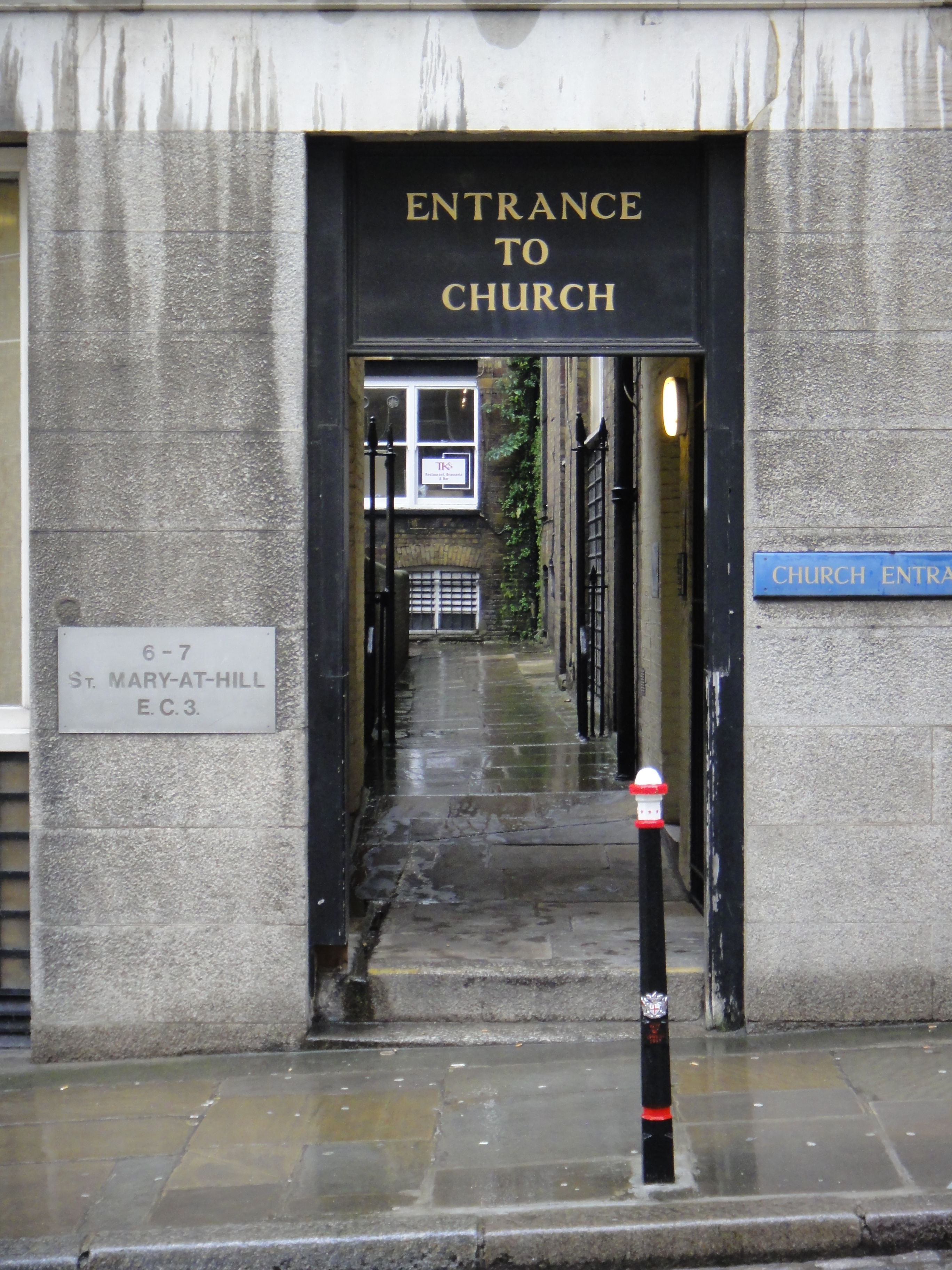
St Mary-at-Hill. Zugang zum Kirchhof

St Mary-at-Hill ist eine zur (anglikanischen) Church of England gehörende Kirche in der City of London. Die Kirche ist als Grade-I-Bauwerk gelistet.
St Mary-at-Hill ist die Gemeindekirche der Billingsgate-Ward. Wie die übrige City of London auch, hat auch Billingsgate fast keine Bewohner mehr. Die Kirchenbesucher sind Menschen, die in der City arbeiten oder London-Besucher. Die Kirche liegt an einem Abhang hin zum Ufer der Themse und hat daher ihren Namen.

## Baugeschichte
Die Kirche geht auf das 12. Jahrhundert zurück. In ihrer jetzigen Gestalt stammt sie aus dem 15. Jahrhundert. Dabei wurde nach dem Großen Brand von London ein Teil zerstört und von 1670 bis 1674 durch Christopher Wren wieder aufgebaut. Wren erhielt den Turm und Teile der Außenwände. Der Turm mitsamt dem westlichen Ende an der Lovat Lane allerdings wurde im 18. Jahrhundert durch George Gwilt erneuert. Ein weiteres Feuer im Jahr 1988 zerstörte das Dach, das seitdem aber wieder aufgebaut wurde.

## Architektur
Die Kirche ist so vom engen Straßennetz der City of London umgeben, dass es quasi unmöglich ist, mehrere Seiten auf einmal zu sehen. Selbst der Kirchturm ist nur von Westen aus sichtbar. Die Nordseite ist nur von einem kleinen Hof aus zu sehen, die Südseite durch einen engen Fußweg, West- und Ostfassade jeweils durch etwas breitere Straßen. Je nachdem ob man sich von Lovat Lane (Westen) oder St Mary-at-Hill (Osten) nähert, scheint die Kirche einen komplett verschiedenen Charakter zu haben.
Die durch Wren errichtete Ostfassade hat ein zentrales Fenster im palladianischen Stil, das seit dem 18. Jahrhundert zugemauert ist. Rechts und links davon sind zwei halbkreisförmige Fenster. Auffallend an dieser Fassade ist auch die Uhr, die auf die Straße reicht.
Insbesondere in der nördlichen Mauer, die an einen kleinen Kirchhof grenzt, sind noch mittelalterliche Bauteile vorhanden.
Der Turm an der Westseite ist aus gelbem Backstein gemauert.
Die Grundform der Kirche entspricht einem Quincunx, wie es in byzantinischen Kirchen üblich war. Eine Kuppel in der Mitte wird von vier freistehenden Säulen getragen. Die Säulen sind freie Abwandlungen der korinthischen Säulen. Auffällig sind insbesondere die Holzarbeiten hoher Qualität im Inneren. Diese befanden sich nach dem Feuer von 1988 für mehrere Jahre im Lager.